# Prądówka (przystanek kolejowy)
Prądówka – zlikwidowany przystanek osobowy a dawniej stacja kolejowa i ładownia w Prądówce na trasie linii kolejowej nr 373 Międzychód – Zbąszyń, w województwie wielkopolskim w Polsce. Przystanek został zlikwidowany przed 28 listopada 2005 roku.